# AMC Matador
AMC Matador (Матадор) — среднеразмерный автомобиль, выпускавшийся компанией American Motors Corporation (AMC) с 1971 по 1978 год. Матадор существовал в двух поколениях, с 1971 по 1973 год, и после серьёзного рестайлинга с 1974 по 1978 год. Четырёх-дверные седан и универсал второго поколения были классифицированы как полноразмерные и сильно отличались дизайном от купе Matador, появившегося в 1974 году.
При поддержке производителя, седаны и купе Матадор соревновались в автомобильных гонках NASCAR, с такими пилотами, как Марк Донохью и Бобби Аллисон, выигравшими несколько гонок. Новое купе было показано в фильме о Джеймсе Бонде, Человек с золотым пистолетом, выпущенном в 1974 году. Матадоры были популярными среди полицейских автомобилей, превзойдя большинство других машин. Он также появлялся во многих телевизионных шоу и фильмах в течение 1970-х годов.
Матадор стал большим автомобилем марки AMC после прекращения выпуска флагмана, AMC Ambassador, выпускавшегося на той же платформе. Премиальные комплектации для купе, «Oleg Cassini» и «Barcelona», позволяли расположить автомобиль в сегменте персональных представительских автомобилей. На внешнем рынке автомобили продавались под маркой Rambler, а также собирались в рамках лицензионных соглашений с AMC. В частности, сборкой занимались Vehículos Automotores Mexicanos (VAM), а также Australian Motor Industries (AMI), выпускавшие версии с правым рулём.

## История
Матадор пришел на смену AMC Rebel, существовавшему на рынке с 1967 года. С фейслифтом и новым названием, Матадоры были доступны как двух-дверный хардтоп, а также четырёх-дверные седан и универсал. Он выпускался на базе «старших» автомобильных платформ AMC, совместно с полноразмерной линейкой Ambassador.
Кузова седан и универсал «предложили отличную стоимость и были довольно популярны», включая полицейские автомобили. Государственные учреждения, воинские части и отделения полиции приобретали седаны и универсалы, оснащаемые 5,9- или 6,6-литровыми двигателями конфигурации V8.
Матадор получил обновление в 1974 году, в частности для удовлетворения новых требований безопасности, а также с целью создания совершенно иной модели, «чтобы бороться с бычьим рынком плюшевых среднеразмерных купе, возникшего после окончания эпохи маслкаров».